# Meteorus seyrigi
Meteorus seyrigi är en stekelart som beskrevs av Granger 1949. Meteorus seyrigi ingår i släktet Meteorus och familjen bracksteklar. Inga underarter finns listade i Catalogue of Life.